# Nouveau Casino
Cet article concerne la salle de spectacle en activité. Pour l'ancien music-hall, voir Théâtre Comœdia.
Le Nouveau Casino est une salle de concerts et un night-club situé au 109 rue Oberkampf dans le 11e arrondissement de Paris.

## Historique
De 1850 à 1909, le lieu a abrité un café-concert sous différents noms (Le Saint-Pierre, les Folies d’Athènes, le Nouveau Casino) puis un cinéma, le Casino Oberkampf, dans les années 1910, avant d'être transformé en atelier de maroquinerie.
Le projet de nouvelle salle, reprenant le nom de l’une des enseignes du début du siècle, a vu le jour en 1999 à l’initiative des gérants du Café Charbon mitoyen, un établissement installé dans l'ancien foyer du café-concert et dont la décoration début-de-siècle s’inspire des peintures d'Edgar Degas et Henri de Toulouse-Lautrec : grands miroirs, fresques dansantes aux murs, patines et boiseries. Des soirées combinant les deux espaces sont régulièrement organisées.
Les architectes Louis Paillard et Anne-Françoise Jumeau — déjà auteurs du bâtiment du café-musique L’Empreinte à Savigny-le-Temple — ont établi un projet aux exploitations multiples, qui permet au Nouveau Casino d’être à la fois un club, un lieu de présentation d’œuvres multimédia ainsi qu’une salle de concerts professionnelle.

## La nouvelle salle
D'une capacité de 380 personne, la salle complètement insonorisée peut fonctionner après minuit. 
Elle bénéficie d’un équipement de sonorisation et d’éclairage complet, d’un système de vidéo projection et d’un écran géant de 4 × 3 m situé en fond de scène. Elle possède un grand bar, une scène surélevée et une loge. La salle présente également une mezzanine, avec tables basses, banquettes et bougies. 
La décoration du Nouveau Casino cultive le décalé grâce à ses deux grands lustres façon XIXe.
Depuis son ouverture en 2001, la programmation s’oriente vers les musiques actuelles : rock, hip-hop et musiques électroniques.
Plusieurs exploitants se sont succédé à la direction. Louis Dubressonest le directeur actuel.